# Patrick Wulf
Patrick Wulf (* 20. Mai 1985 in Bad Pyrmont) ist ein deutscher Fernsehmoderator.

## Leben
Sein Abitur machte er 2004 in Bad Pyrmont. Von 2006 bis 2009 absolvierte er ein Studium für Kommunikationswissenschaft in Münster. Es folgte ein Volontariat von 2009 bis 2011 bei RTL Nord in Hamburg. Für einen Auslandsaufenthalt war Wulf 2011 in New York für RTL New York.
Seit 2011 moderiert er Guten Abend RTL für RTL Nord. 2013 bis 2014 moderierte er die Sendungen Punkt 6 und Punkt 9, die im August 2013 durch Guten Morgen Deutschland ersetzt wurden.

## Moderationen
- seit 2011: RTL Nord
- 2013: Punkt 6
- 2013: Punkt 9
- 2013–2014: Guten Morgen Deutschland